# Die Wespenfabrik
Die Wespenfabrik (Originaltitel The Wasp Factory) ist der erste veröffentlichte Roman des schottischen Schriftstellers Iain Banks. Die englische Originalausgabe erschien 1984, die deutsche Übersetzung von Irene Bonhorst 1991.

## Inhalt
Der Roman ist aus der Sicht des siebzehnjährigen Frank Cauldhame geschrieben, der seine Kindheit beschreibt. Frank folgt zahlreichen von ihm selbst erfundenen schamanistischen Ritualen. Schon bald zeigt sich, dass er für drei Todesfälle in seiner Familie verantwortlich ist – andere Kinder, die alle starben, bevor sie das Alter von zehn Jahren erreichen konnten. Im Fortgang des Romans flüchtet sein Bruder aus einer psychiatrischen Anstalt. Die bevorstehende Rückkehr des Bruders führt zu einem gewaltsamen Ende und einer überraschenden Wendung, die alles untergräbt, was Frank bis dahin über sich selbst zu wissen glaubte.
Die titelgebende Wespenfabrik ist ein enormes Zifferblatt in einem Glaskasten, das Frank aus der örtlichen Müllhalde geborgen hat. Hinter jeder der zwölf Zahlen befindet sich eine Falle, die zu einem jeweils anderen Todesritual für eine von Frank in den Glaskasten eingesperrte Wespe führt (beispielsweise Verbrennen, Zerstampfen oder Ertrinken in Franks Urin). Frank glaubt, dass die von der Wespe „gewählte“ Todesart ihm dabei hilft, die Zukunft vorherzusagen.
Von Frank wurden auch Sacrifice Poles (Opferstangen) errichtet, an welchen neben anderen „geheiligten Gegenständen“ Körper und Köpfe größerer Tiere hängen, die von Frank getötet wurden, beispielsweise Möwen. Sie „beschützen“ die Grenzen von Franks Territorium – der Insel, auf der er mit seinem Vater lebt.
Frank beschäftigt sich mit seinen Ritualen und dem Unterhalt einer Waffensammlung (darunter ein Katapult, Rohrbomben und ein primitiver Flammenwerfer), um die Insel zu beherrschen. Er leidet unter den Folgen eines Unfalls, bei dem er seine Genitalien verlor, und verhält sich ablehnend gegenüber anderen, besonders Frauen. Er läuft oder rennt viel auf der Insel herum, um diese zu bewachen, und betrinkt sich ab und zu mit seinem zwergwüchsigen Freund Jamie im örtlichen Pub. Abgesehen davon hat Frank so gut wie keinen Kontakt zur Außenwelt und gibt zu, dass er Angst vor ihr hat aufgrund dessen, was sie seinem Bruder Eric antat.
Franks älterer Bruder Eric wurde verhaftet, weil er die Hunde der Kleinstadt gequält hatte, und in eine psychiatrische Klinik eingeliefert. Zu Beginn des Romans flüchtet er und ruft Frank danach immer wieder aus Telefonzellen an, um ihn über den Fortschritt seiner Rückkehr zur Insel in Kenntnis zu setzen. Ihre Telefongespräche enden stets mit Wutausbrüchen Erics. Frank ist sich nicht sicher, ob er sich auf die Rückkehr Erics freuen soll, aber es ist klar, dass er seinen Bruder liebt. Frank erinnert sich daran, dass sein Bruder vor „dem Vorfall“, der ihn wahnsinnig werden ließ, sehr empfindsam war. Eric leistete Freiwilligenarbeit in einem Krankenhaus. Als er versuchte, einem lächelnden Kind mit Hirnschäden, das unter einer seltenen Erbkrankheit (Fehlen der Schädelkalotte) litt, sein Essen zu verabreichen, stellte Eric fest, dass der Patient nicht reagierte und nur ins Leere lächelte. Er untersuchte die Kopfverbände des Kindes und musste feststellen, dass sich in seiner offenliegenden Hirnmasse Maden eingenistet hatten.
Am Ende des Romans löst Erics bevorstehende Rückkehr eine Kette von Ereignissen aus, die dazu führen, dass Frank im Büro seines Vaters Dosen männlicher Hormone findet. Als er den Vater zur Rede stellt, wird klar, dass Frank in Wirklichkeit weiblich ist. Er wurde nicht in früher Kindheit durch Hundebisse kastriert, wie er glaubte, sondern sein Vater verabreichte ihm – bzw. ihr – männliche Hormone, um zu sehen, ob sie sich dadurch zu einem Mann entwickeln werde. Der Vater äußert, dass es sich bloß um „ein Experiment“ gehandelt habe und es wird angedeutet, dass er sich damit von der Frau abgrenzen wollte, von der er glaubte, dass sie sein Leben ruiniert habe.

## Rezeption
Der Roman wurde 1980 geschrieben, aber erst 1984 veröffentlicht. Die deutsche Übersetzung erschien 1991 bei Heyne in der Reihe Science Fiction & Fantasy (Band 4783). The Wasp Factory entwickelte sich zu einem in über 20 Sprachen übersetzten Bestseller und machte Iain Banks auf einen Schlag bekannt. Bei seinem Erscheinen wurde das Buch in der englischsprachigen Kritik häufig als schockierend und abstoßend beschrieben. Die Irish Times nannte den Roman ein „Werk von nie dagewesener Verdorbenheit“. Banks’ Absicht war es jedoch nicht, mit The Wasp Factory zu schockieren – das Buch sollte seines Erachtens „funny“ sein. Nach Dietmar Dath kann man den Roman „einer britisch abgekühlten Variante des lateinamerikanischen ‚magischen Realismus‘“ zuordnen.
Nach seiner Übersetzung ins Deutsche wurde das Buch 1992 mit dem Kurd-Laßwitz-Preis als bester internationaler Science-Fiction-Roman des Vorjahres ausgezeichnet. Trotz dieses Preises und seiner deutschen Erstveröffentlichung in einer Science-Fiction-Reihe, handelt es sich jedoch im Gegensatz zu anderen Werken Iain Banks’ um einen zeitgenössischen Roman und kein Science-Fiction- oder Fantasy-Werk. Iain Banks selbst bezeichnete die Aufnahme des Werks in eine SF-Reihe in einem Interview als „albern und dumm“. Der damalige Herausgeber der SF-Reihe im Heyne Verlag, Wolfgang Jeschke, nahm den Titel in seine Reihe auf, weil kein anderer Verlag ihn herausbringen wollte (selbst mit finanzieller Unterstützung für die Übersetzung nicht).
Bei einer Umfrage nach dem besten Buch des 20. Jahrhunderts, die gemeinsam von der Buchhandelskette Waterstone’s und der Literatursendung Book Choice (Channel 4) unter 25.000 britischen Lesern durchgeführt wurde, landete Die Wespenfabrik auf Platz 32. 2003 führte die BBC eine ähnlich gelagerte Umfrage nach dem beliebtesten Roman im Vereinigten Königreich durch (BBC Big Read), bei dieser gelangte er auf Platz 108. Inzwischen wurde der Roman auch mehrfach für das Theater adaptiert.
Am 1. August 2013 wurde unter der Regie von Ben Frost bei den Bregenzer Festspielen eine Vertonung von The Wasp Factory für die drei Sängerinnen Lieselot De Wilde, Mariam Wallentin und Jördis Richter, fünf Streicher des Reykjavík Sinfonia und Liveelektronik von Frost nach einem Libretto von David Pountney in einer Koproduktion mit dem HAU Hebbel am Ufer Berlin und dem Royal Opera House London uraufgeführt. Später folgten Inszenierungen in Berlin und London.

## Ausgaben
Erstausgabe:
- The Wasp Factory. Macmillan, London 1984, ISBN 0-333-36380-9.

Deutsche Erstausgabe:
- Die Wespenfabrik (= Heyne-Science-fiction & Fantasy. Band 4783). Heyne, München 1991, ISBN 3-453-04492-4.